# Jankenman
Jankenman (яп. ジャンケンマン) — японський аніме-серіал для дітей випущений студією Ashi Productions. Транслювався телеканалом TV Tokyo з 4 квітня 1991 року по 26 березня 1992 року. Усього випущено 51 серію аніме. Серіал також транслювався в Індії та Арабських країнах. Також за мотивами аніме було випущено OVA-серіал та гра для Game Boy у 1991 році. У грі гравець повинен керувати основним персонажем і долати різні перешкоди.
Японське слово Дзянкен (яп. じゃん拳) буквально перекладається як камінь, ножиці, папір.

## Сюжет
Дія відбувається у маленькому селищі на ім'я Дзянкен, яке населяють маленькі химерні істоти — дянкенмани. Однак селу постійно загрожують зловмисники, особливо лиходій на ім'я Осадасі, який постійно намагається захопити дянкеманів.

## Ролі озвучували
- Орікаса Ай — Дзянкенман
- Ядзіма Акіко — Ґуян
- Йокояма Тиса — Урурун
- Ісімару Хіроя — Папа Ґуян
- Савакі Ікуя — Дянкен Сеннін
- Яо Кадзукі — Камен Осодасі.
- Міцуйсі Котоно — Теккін
- Окамото Мая — Порін
- Танака Маюмі — Аттімуйтехойхой
- Хаясібара Меґумі — Акі Кодзо